# Chloroclystis deletarius
Chloroclystis deletarius är en fjärilsart som beskrevs av George Francis Hampson 1893. Chloroclystis deletarius ingår i släktet Chloroclystis och familjen mätare. Inga underarter finns listade i Catalogue of Life.